# Hjernerystelse
Hjernerystelse (commotio cerebri) er den mest almindelige form for traumatisk hjerneskade. Den er normalt defineret som en hovedskade med et midlertidigt tab af hjernens funktionsevne. Symptomerne, der måske ikke opdages, hvis de er svage, kan være af meget forskellig art, både fysiske, kognitive og emotionelle. De kan omfatte hovedpine, synsforstyrrelser, irritabilitet, bevidstløshed, hukommelsestab, personlighedsændringer, forsinket reaktionstid og søvnforstyrrelser. Almindelige årsager inkluderer sportsskader, trafikuheld og fald – med de to sidste som værende de hyppigste årsager blandt voksne. Udover slag til hovedet kan hjernerystelse forårsages af accelerationskræfter uden direkte kontakt. Det er ikke helt klarlagt, hvilken skade der præcis sker, og hvad der forårsager symptomerne.
Behandling består af overvågning og fysisk og kognitiv hvile, altså reduktion af aktiviteter såsom skolearbejde, videospil og sms. Symptomerne forsvinder typisk inden for tre uger, men de kan vedblive, eller der kan opstå komplikationer. Antallet af mTBI- og hjernerystelsesramte kendes ikke præcist, men det skønnes, at der er 45 millioner tilfælde på verdensplan hvert år. I USA estimeres de årlige sundhedsudgifter til at være mellem 9 og 10 milliarder dollar.
Personer som har pådraget sig en hjernerystelse tidligere virker til at være mere modtagelige for flere, især hvis den nye skade opstår, før symptomerne fra den tidligere hjernerystelse er forsvundet fuldstændig. Gentagne hjernerystelser kan måske øge risikoen senere i livet for demens, Parkinsons sygdom eller depression.

## Terminologi og etymologi
Termerne mild hjerneskade, mild traumatisk hjerneskade (mTBI), mild hovedskade (MHI) og hjernerystelse kan alle blive brugt, selvom den sidste ofte bliver anset som værende i den mere snævre kategori. Selvom termen "hjernerystelse" ("concussion" på engelsk) stadig bruges i sportslitteraturen på linje med "MHI og "mTBI", så bruger den generelle kliniske medicinske litteratur nu "mTBI". Det engelske ord "concussion" stammer fra latin concutere, der betyder "at ryste voldsomt" eller concussus, der betyder "handling, hvor noget støder sammen".

## Historie
Corpus Hippocraticum, en samling af medicinske værker fra det gamle Grækenland, nævner hjernerystelse senere oversat til commotio cerebri, og diskuterer tab af tale, hørelse og syn, der kan være resultatet af "commotion" (dvs. rystelse) af hjernen. Denne idé om forstyrrelse af den mentale funktion ved "rystelse af hjernen" forblev i den brede forståelse af hjernerystelse indtil 1800-tallet. Den persiske læge Muhammad ibn Zakariya al-Razi skrev i 900-tallet som den første om hjernerystelse som noget andet end de andre typer af hovedskader. Han kan have været den første til at bruge termen "hjernerystelse" og hans definition af lidelsen, et forbigående tab af funktion uden nogen fysisk skade, satte scenen for den medicinske forståelse af lidelsen i flere århundreder.
I 1200-tallet beskrev lægen Lanfranc af Milano i sit værk Chirugia Magna hjernerystelse som hjerne "commotion" og anerkendte også en forskel mellem hjernerystelse og andre typer af traumatisk hjerneskade (selvom mange af hans samtidige ikke gjorde) og diskuterede forgængeligheden af post-hjernerystelsessymptomer som et resultat af midlertidigt tab af funktion som følge af skaden. I 1300-tallet pointerede kirurgen Guy de Chauliac den relativt gode prognose for hjernerystelse sammenlignet med andre mere alvorlige typer af hovedtrauma som kraniefrakturer og åbent hovedtrauma. I 1500-tallet blev termen "hjernerystelse" brugt, og symptomer som forvirring, sløvhed, og hukommelsesproblemer blev beskrevet. Ambroise Paré, en læge fra 1500-tallet, brugte termen commotio cerebri, såvel som "rystelse af hjernen", "commotion" og "hjernerystelse".
Indtil 1600-tallet blev hjernerystelse normalt beskrevet ud fra dets kliniske elementer, men efter opfindelsen af mikroskopet begyndte flere læger at udforske underliggende fysiske og strukturelle mekanismer. Det fremherskende synspunkt i 1600-tallet var dog, at skaden ikke var et resultat af fysisk skade, og dette synspunkt fortsatte med at være udbredt gennem 1700-tallet. Ordet "hjernerystelse" blev på det tidspunkt brugt til at beskrive stadiet af bevidstløshed og andre funktionelle problemer, der var resultatet af et slag mere end en fysiologisk tilstand.
I 1839 beskrev Guillaume Depuytren hjernekontusioner, der involverer mange små blødninger, som contusio cerebri , og han viste forskellen mellem bevidstløshed associeret med skade på hjernens parenkymati og bevidstløshed associeret med hjernerystelse uden sådanne skader. I 1941 viste dyreforsøg, at der ikke sker nogen makroskopisk skade ved hjernerystelse.

## Tegn og symptomer
Hjernerystelse er associeret med en bred vifte af symptomer, der typisk ses kort efter skaden. Tidlige symptomer stilner som regel af inden for dage eller uger. Antallet og typen af symptomer er forskelligt fra individ til individ.

### Fysisk
Hovedpine opleves af op til 94 % og er det mest almindelige mTBI-symptom, efterfulgt af svimmelhed som opleves af 76 %. Andre symptomer inkluderer opkastning, kvalme, tab af motorkoordination, balanceproblemer eller andre problemer med bevægelse eller følelse. Visuelle symptomer inkluderer lysfølsomhed, se skarpt lys, sløret syn og dobbeltsyn. Tinnitus, eller en ringen for ørerne, bliver også ofte rapporteret. I en ud af cirka 70 hjernerystelser sker en hjernerystelseskonvulsion også, men anfald, der finder sted under eller direkte efter en hjernerystelse, er ikke "post-traumatisk anfald", og i modsætning til anfald er de ikke forudsigende for post-traumatisk epilepsi, der kræver en form for strukturel hjerneskade, ikke blot en momentan forstyrrelse i den normale hjernefunktion. Hjernerystelseskonvulsioner menes at skyldes midlertidigt tab eller hæmning af motorfunktion og er ikke associeret med hverken epilepsi eller mere alvorlig strukturel skade. De er ikke associeret med nogen specielle følgesygdomme, og de har den samme høje rate af lykkelige outcomes som hjernerystelse uden konvulsion.
Det er ikke klarlagt, hvilken skade der præcis sker, og hvad der forårsager symptomerne, men stræk af axonerne og ændringer i ionkanalerne er involveret. Der er fundet cellulær skade i hjernen hos personer med hjernerystelse, men det kan have været på grund af artefakter fra studierne. Det antages i øjeblikket, at strukturelle og neuropsykiatriske faktorer begge kan være ansvarlige for effekterne af hjernerystelse.

### Kognitive og emotionelle
Kognitive symptomer inkluderer forvirring, desorientering og svært ved opmærksomhedsfokusering. Bevidstløshed kan opstå, men er ikke nødvendigvis korreleret med sværhedsgraden af hjernerystelsen, hvis denne er kort. Færre end 10 % af idrætsrelaterede hjernerystelser blandt børn er associeret med tab af bevidsthed. Post-traumatisk amnesi, hvor begivenheder efter skaden ikke kan genkaldes, kan også opstå. Forvirring kan også være tilstede med det samme, eller kan udvikle sig over flere minutter. En person kan stille de samme spørgsmål, være langsom til at respondere på spørgsmål eller anvisninger, eller have et tomt blik eller mumle eller tale usammenhængende. Andre mTBI-symptomer inkluderer ændringer i søvnrytme og at have svært ved at ræsonnere, koncentrere sig eller udføre hverdagsaktiviteter.
Hjernerystelse kan resultere i ændringer i humøret, herunder gnavenhed, tab af interesse for yndlingsaktiviteter eller yndlingsting, let til gråd, og visning af følelser, der er upassende for situationen. Normale symptomer hos hjernerystelsesramte børn inkluderer rastløshed, sløvhed og irritabilitet.

## Mekanisme
Hjerneskader kan opstå via slag, ryk eller anden acceleration/deceleration, der efterfølgende resulterer i et midlertidigt tab af hjernefunktion, herunder mikrostrukturelle skader, metabolisk uligevægt og inflammation i hjernen. På slagmarken er mild traumatisk hjerneskade (mTBI) en mulig konsekvens af eksplosioner tæt på.
Hjernen er omringet af rygmarvsvæske, der beskytter den mod lette trauma. Mere alvorlige sammenstød, eller kræfter associeret med hurtig acceleration, absorberes måske ikke så godt af denne stødpude. Hjernerystelse skyldes måske kræfter ved sammenstød, hvor hovedet rammer eller bliver ramt af noget, eller impulsive kræfter, hvor hovedet bevæger sig, uden selv at blive ramt (eksempelvis hvis brystet rammes af noget, og hovedet svinges fremad).
Kræfter kan forårsage lineære, rotationelle eller vinkelbevægelser af hjernen, eller en kombination af dem. I rotationelle bevægelser bevæger hovedet sig rundt om sit tyngdepunkt, og i vinkelbevægelser drejer det om en akse, der ikke går igennem dets tyngdepunkt. Mængden af rotationelle kræfter antages at være det største komponent i hjernerystelse og dens sværhedsgrad. Studier med atleter har vist, at mængden af kræfter og sammenstødets lokation ikke nødvendigvis korrelerer med graden af hjernerystelse eller symptomerne, og det har sat spørgsmålstegn ved grænsen for hjernerystelse, der tidligere var antaget til at være omkring 70-75 G.
De dele af hjernen, der bliver mest påvirket af rotationskræfter, er midthjernen og diencephalon. Det antages, at kræfterne fra skaden forstyrrer den normale celleaktivitet i det reticulære aktiveringssystem lokaliseret i disse områder, og at denne forstyrrelse producerer tab af bevidsthed, der ses i omtrent 10 % af alle hjernerystelser. Andre områder af hjernen kan blive påvirket, herunder af den øvre del af hjernestammen, fornix, corpus callosum, tindingelappen og pandelappen. Vinkelacceleration på 4600, 5900 eller 7900 radian/s2 estimeres til at have henholdsvis 25, 50 og 80 % risiko for mTBI.

### Patofysiologi
Hos både dyr og mennesker kan mTBI ændre hjernens fysiologi fra timer til år, hvorved en bred vifte af patologiske begivenheden påbegynder.  Et eksempel, i dyremodeller, efter en umiddelbar øgning i glukosemetabolismen, er der et efterfølgende reduceret metabolisk stadie, der kan blive ved i op til fire uger efter skaden. Selvom disse begivenheden tænkes at forstyrre neuron- og hjernefunktion, er den metabolske proces, der følger hjernerystelse, reversibel i langt størstedelen af de påvirkede hjerneceller; men et fåtal af celler kan dø efter skaden.
Inkluderet i kaskaden af begivenheder, der frigives i hjernen af en hjernerystelse, er svækket neurotransmission, tab af regulering af ioner, deregulation af energiforbrug og cellulær metabolisme og en reduktion i cerebral blodcirkulation. Excitatoriske neurotransmittere, kemikalier såsom glutamat der bruges til at stimulere nerveceller, bliver frigivet i overdrevne mængder. Den resulterende cellulære excitation får neuroner til at fyre overdrevent. Dette skaber en ubalance i ioner såsom kalium og calcium over cellemembranen på neuroner (en proces lig excitotoxicitet). Eksperimentelle hjernerystelser i dyremodeller viser, at den cerebrale blodcirkulation efterfølgende kan være nedsat med op til 50 %. Det er af ukendte årsager, at den cerebrale blodcirkulation er relativt reduceret, men reduktionen i blodcirkulationen er ikke af sådan en grad som det er i iskemi. Derfor får cellerne mindre glukose, end de normalt ville få, hvilket skaber en "energikrise". Samtidig med disse processer er mitokondrieaktiviteten reduceret, hvilket får cellerne til at afhænge af anaerobisk metabolisme for at producere energi, hvorved niveauet af biproduktet laktat øges. I en periode på minutter og op til dage efter en hjernerystelse er hjernen specielt sårbar over for ændringer i det intrakraniale tryk, blodcirkulationen og anoxi. Ifølge studier lavet på dyr (der ikke altid giver samme resultater hos mennesker), kan et stort antal neuroner dø i denne periode som svar på små, normalt uskadelige ændringer i blodcirkulationen.
Disse forhold medfører en cellulær energikrise, altså en energikrise i cellerne, der i tiden efter hjernerystelse øger hjernens følsomhed over for yderligere traume. Den hypermetaboliske tilstand, eller forhøjet stofskifte, i hjernen følges op af en periode med nedsat metabolisme, hvor glukoseomsætningen falder som følge af øget koncentration Ca+2 inde i cellen.
Intracellulær Ca+2-ophobning ses inden for timer efter eksperimentel hjernerystelse og kan vare ved i to til fire dage efter traumet.
Den massive øgning af intracellulær Ca+2 forstyrrer produktionen af ATP i mitokondrierne, hvilket medfører dannelsen af frie ilt- og nitrogen radikaler som efterfølgende angriber resten af cellen.
Den øget forekomst af Ca+2 kan, udover at stamme fra NMDA-receptorerne, også komme fra frigivelsen af intracellulære lagre i mitokondrierne, der virker som calcium buffere, samt fra miljøet uden for cellen, via fysisk skade på cellemembranen. Nerveceller, der undergår nekrotisk (traumatisk) celledød, frigiver molekyler, der kan skade omgivende celler og derigennem forstærke skadesprocessen. I de fleste nerveceller er den metaboliske uligevægt og de efterfølgende skader reversible, mens andre celler undergå apoptose efter timer til dage.
Efter hjernerystelse ses også en reduktion af intracellulær Mg+2, der er vigtig for proteinsyntese og opretholdelse af ATP-produktionen. Magnesium-ioner er i stand til at reducere influksen af Ca+2 ved at blokere NMDA-receptorerne, men denne funktion forringes grundet den efterfølgende reduktion af Mg+2. Det vurderes, at en lav koncentration af Mg+2 efter hjernerystelse er med til at forværre den neurologiske skade samt forlænge helbredelsestiden.
Hjernerystelse involverer diffus (i modsætning til fokal) hjerneskade, hvilket betyder at skaden findes i et omfattende område af hjernen i stedet for et bestemt sted. Det menes at være en mildere udgave af diffus axonal skade fordi axoner kan være skadet i en mindre grad på grund af stræk. Dyrestudier i hvilke primater fik hjernerystelse har vist skader på hjernevæv såvel som små petekkier og axonal skade. Axonal skade er fundet i hjernen på ramte der døde af andre årsager, men dårlig blodcirkulation til hjernen på grund af andre årsager kan have medvirket. Fund fra et studie af hjerner fra afdøde NFL-atleter der fik hjernerystelse, antyder at vedvarende skade sker. Denne beskadigelse, hvor sværhedsgraden øges i takt med der kommer flere hjernerystelser, kan føre til en bred vifte af andre sundhedsproblemer. 
Debatten omkring om hvorvidt hjernerystelse er et funktionelt eller strukturelt fænomen pågår stadig. Strukturel skade er fundet i mildt traumatisk skadede i hjerner hos dyr, men det er ikke klart, om disse fund kan overføres til mennesker. Sådanne ændringer i hjernens struktur kan være ansvarlig for bestemte symptomer, såsom synsforstyrrelser, men andre grupper af symptomer, især dem af psykologisk natur, stammer mere sandsynligt fra reversible patofysiologiske ændringer i den cellulære funktion der opstår efter hjernerystelse, såsom ændringer i neuroners biokemi. Disse reversible ændringer kan også forklare hvorfor dysfunktion ofte er midlertidig. En arbejdsgruppe af hovedskadeeksperter mødtes i 2001 og besluttede at "hjernerystelse kan resultere i neuropatologiske ændringer, men de akutte kliniske symptomer mestendels reflekterer en funktionel forstyrrelse, mere end en strukturel skade."
Opsummeret, og ekstrapoleret fra dyrestudier, virker patologien i hjernerystelse til at starte med forstyrrelse af cellemembranen i nerveceller. Dette resulterer i en migration af kalium fra cellens indre til det ekstracellulære rum, med efterfølgende frigivelse af glutamat, der forstærker kaliumskiftet yderligere, hvilket giver depolarisering og undertrykkelse af nerveaktivitet. I et forsøg på at genoprette ionbalancen øger natrium-kalium pumpen aktiviteten, hvilket resulterer i for meget ATP-forbrug og glukoseudnyttelse. Laktat akkumulerer men, paradoksalt, formindskes blodcirkulationen i hjernen, hvilket formodes at føre til en "energikrise". Efter dette øgede glukosestofskifte findes et efterfølgende stadie med lavere stofskifte, der kan vare ved i op til fire uger efter skaden. En fuldstændig separat proces involverer en stor mængde calcium der akkumuleres i cellerne, hvilket kan hæmme det oxidative stofskifte og påbegynde yderligere biokemiske processer, der resulterer i celledød. Igen er begge disse processer blevet fastlagt gennem dyrestudier, og i hvor høj grad de kan overføres til mennesker vides endnu ikke til fulde.

### Kønsforskelle
Biologiske forskelle kvinder og mænd imellem er med til at afgøre hvor nemt hjernerystelse opstår, samt graden af følgevirkninger. Undersøgelser har påpeget at kvinders svagere nakkemuskulatur samt generelt lavere masse i hals/hoved-regionen, gør dem mere udsatte for kraftpåvirkninger end mænd. Kvinder oplever derfor hyppigere hjernerystelse i aktiviteter som kontaktsport, men besidder dog en generelt lavere incidens af hjernerystelse samlet set.
Det er fundet at kvinder generelt oplever flere symptomer og i længere tid ved hjernerystelse, hvilket også er observeret hos kvindelige atleter. Dette kan skyldes hormonelle forandringer forårsaget af slaget, da hjernerystelse i den tidlige fase af menstruationscyklussen, hvor der er høj koncentration af progesteron, kan udløse en markant sænkning af progesteronniveauet. Dette fald kan udløse abstinenslignende symptomer og medføre generel forværring af tilstanden. Menopause og p-piller beskytter muligvis mod denne effekt.

## Diagnose
| Advarselslamper                          |
| ---------------------------------------- |
| Krampeanfald                             |
| Forværret hovedpine                      |
| Svært ved at vågne                       |
| Dobbeltsyn                               |
| Problemer med at genkende folk og steder |
| Gentaget opkastning                      |
| Lammelser i dele af kroppen              |
| Ikke sig selv                            |

Folk der får hovedtrauma bliver i starten undersøgt for at udelukke værre skader, såsom intrakranial blødning. Dette inkluderer ABC (airways/luftveje, breathing/vejrtrækning, cirkulation) og stabilisering af rygsøjlen, der antages at have tage skade hos enhver atlet der er bevidstløs efter en hoved- eller nakkeskade. Indikationer på at screening for værre skader er nødvendig, inkluderer forværring af symptomer såsom hovedpine, vedvarende opkast, forøget desorientering eller mindre grad af bevidsthed, krampeanfald og uens pupilstørrelse. Dem der har disse symptomer, eller dem med en højere risiko for en mere alvorlig hjerneskade, kan undergå en hjernescanning for at opdage eventuelle læsioner, og bliver ofte overvåget i 24-48 timer. En CT- eller MR-scanning af hjernen bør undgås medmindre der er tiltagende neurologiske symptomer, skader i et afgrænset område af hjernen eller mistanke om kraniefrakturer efter undersøgelse.
Diagnose af mTBI er baseret på fysiske og neurologiske undersøgelser, hvor blandt andet test som ImPACT, King-Devick-test, og SCAT5 bruges til akut diagnosticering, mens fMRI, DTI-scanning og Eye-tracking kan bruges ved længervarende hjernerystelse. Derforuden bruges også Glasgow Coma Scale, hvor mTBI-patienter vil have en score på 13 til 15. Sådanne test kan blive udført i timerne, dagene eller ugerne efter skaden, eller på forskellige tidspunkter for at demonstrere en udvikling. Der er også en øget baselinetestning af atleter i deres forsæson, så der er sammenligningsmuligheder i tilfælde af skade - selvom dette muligvis ikke nedsætter risikoen eller hastigheden hvormed de vender tilbage fra skaden.
Hvis Glasgow Coma Scale er mindre end 15 efter to timer, eller mindre end end 14 på ethvert givet tidspunkt, anbefales en CT-scanning. Yderligere er det mere sandsynligt at en CT-scanning udføres hvis observation efter udskrivning ikke kan sikres, eller beruselse er tilstede, der formodes en øget risiko for blødning, alder højere end 60 eller mindre end 16. De fleste tilfælde af hjernerystelse uden komplikationer kan ikke ses på MR- eller CT-scanninger. Men ændringer er blevet rapporteret på MR- og SPECT-scanninger hos dem med hjernerystelse og normale CT-scanninger, og PCS kan være associeret med abnormaliteter synlige på en SPECT- og PET-scanning. Mild hovedskade kan måske producere abnormale EEG-målinger.
Hjernerystelse kan være underdiagnosticeret på grund af manglen på nemt genkendelige tegn og symptomer, mens atleter minimerer deres skader for at kunne forblive aktivt udøvende. En retrospektiv undersøgelse i 2005 antydede, at mere end 88 % af alle hjernerystelser ikke opdages.
Diagnose kan være kompleks fordi hjernerystelse deler symptomer med andre lidelser. Eksempelvis kan symptomer efter en hjernerystelse som kognitive problemer misfortolkes som en hjerneskade, når det faktisk skyldes PTSD.

### Klassifikation
Der er ikke en bestemt definition af hjernerystelse, mindre hovedskade eller mild traumatisk hjerneskade der accepteres af alle. I 2001 definerede en ekspertgruppe Concussion in Sport Group of the first International Symposium on Concussion in Sport under IOC hjernerystelse som "en kompleks patofysiologisk proces der påvirker hjernen, fremkaldt af traumatiske biomekaniske kræfter." De enedes om at hjernerystelse typisk involverer midlertidig nedsat neurologisk funktion, der heler sig selv med tiden, og at neuroradiologi normalt ikke viser større strukturelle ændringer i hjernen som resultat af lidelsen.
Men selvom der ingen strukturel hjerneskade sker ifølge den klassiske definition, har nogle forskere inkluderet skader i hvilke strukturelle skader er opstået, og National Institute for Health and Clinical Excellences definition inkluderer fysiologiske eller fysiske ødelæggelser af hjernens synapser. Yderligere har hjernerystelse pr. definition historisk altid involveret tab af bevidsthed. Men denne definition har udviklet sig over tid til at inkludere en ændring i bevidsthed, såsom hukommelsestab, selvom der er uenighed om, hvorvidt denne definition kun skal inkludere de skader hvor tab af bevidsthed opstår. Denne debat genopstår i nogle af de bedst kendte hjernerystelsesgradueringsskalaer, hvor tilfælde involverende tab af bevidsthed anses som værende værre end dem uden.
Definitioner af mTBI var usammenhængende indtil World Health Organizations International Statistical Classification of Diseases and Related Health Problems (ICD-10) gav en sammenhængende, autoritativ definition på tværs af specialer i 1992.
Siden dengang har forskellige organisationer såsom American Congress of Rehabilitation Medicine og American Psychiatric Association i deres Diagnostic and Statistical Manual of Mental Disorders defineret mTBI ved at anvende en kombination af bevidstløshed, posttraumatisk amnesi og Glasgow Coma Scale.
Hjernerystelse falder under klassifikationen af mild TBI, men det er ikke klart om hjernerystelse er en del af mild hjerneskade eller mild hovedskade. "mTBI" og "hjernerystelse" bliver ofte behandlet som synonymer i medicinsk litteratur, men andre skader såsom intrakranial blødning er ikke nødvendigvis udelukket af mTBI eller mild hovedskade, som de er med hjernerystelse. mTBI associeret med en abnormal hjernescanning anses for en "kompliceret mTBI".  "Hjernerystelser" kan anses for at indebære et stadie hvor hjernefunktionen er midlertidigt svækket og "mTBI" indebære et patofysiologisk stadie, men i praksis skelner få forskere og klinikere mellem de to termer. Beskrivelser af lidelsen, herunder sværhedsgraden og det påvirkede område i hjernen, bruges nu oftere end "hjernerystelse" i klinisk neurologi.

### Vurderingssystemer
Der findes mindst 41 forskellige systemer, der måler sværhedsgraden af en mild hovedskade, og der er stor uenighed om hvilken der er bedst. I et forsøg på at simplificere besluttedes det ved "2nd International Conference on Concussion in Sport" i Prag i 2004, at disse systemer skulle fraviges til fordel for en 'simpel eller kompleks'-klassificering. Men mødet i 2008 i Zürich fraveg 'simpel versus kompleks'-terminologien, selv om deltagerne enedes om at beholde konceptet om at de fleste (80-90 %) hjernerystelser går over inden for kort tid (7-10 dage), selvom restitutionsperioden kan være længere hos børn og unge. I 2017 blev dette revurderet endnu en gang, og sat op til tre uger, men stadig med længere tid hos børn og unge.
Tidligere var beslutningen om en atlets tilbagevenden til sporten ofte baseret på graden af hjernerystelse. Men nuværende forskning og anbefalinger af professionelle organisationer, herunder IOC, anbefaler ikke at bruge disse vurderingssystermer. I øjeblikket må atleter ikke genoptage udøvelsen før de er symptomfri både ved hvile og fysisk anstrengelse, og før deres neuropsykologiske test er tilbage til niveau før skaden.

## Forebyggelse
Forebyggelse af hjernerystelse involverer generelle foranstaltninger såsom at bruge sikkerhedssele og airbag i biler. Ældre mennesker opfordres til at reducere faldrisikoen ved at holde gulvene frie for uorden og at bruge tynde flade sko med en hård sål der ikke forstyrrer balancen.
Beskyttende udstyr, såsom hjelme, har indtil videre vist et reduceret antal af hjernerystelser hos atleter, og forbedringer i design af hjelme kan nedsætte antallet og sværhedsgraden yderligere. Ny "Head Impact Telemetry System"-teknologi bliver placeret i hjelme for at studere skadesmekanismer og kan være med til at generere ny viden der potentielt kan hjælpe med at reducere risikoen for hjernerystelse hos amerikansk fodboldspillere. Selvrapporterede hjernerystelser hos U/20 og eliterugbyspillere i Irland er 45-48 %. Halvdelen af disse skader rapporteres ikke. Ændringer i, eller bedre håndhævelse af de eksisterende regler, i de sportsgrene, der er associeret med en højere skadesrate, kan også forhindre hjernerystelser.

## Behandling
Efter udelukkelse af nakkeskade, skal observation fortsætte i adskillige timer. Hvis gentaget opkast, forværret hovedpine, svimmelhed, krampeanfald, uforholdsmæssig døsighed, dobbeltsyn, utydelig tale, usikker gang eller svaghed eller følelsesløshed i arme eller ben, eller tegn på basisfraktur udvikler sig, skal akut behandling på skadestuen foretages. Efter denne indledende periode er passeret, er det til debat om det er nødvendigt at vække personen flere gange den første nat, som man traditionelt har gjort, eller om det er mere fordelsagtigt at have uafbrudt søvn.
Fysisk og kognitiv hvile skal fortsættes indtil alle symptomer er væk, med de fleste (80-90%) hjernerystelser ovre på syv til ti dage, selvom restitutionsfasen kan være længere hos børn og unge. Kognitiv hvile indbefatter at reducere aktiviteter der kræver koncentration og opmærksomhed såsom skolearbejde, videospil og at skrive beskeder. Det er blevet hævdet, at selv fritidslæsning kan forværre symptomerne hos børn og unge, og det foreslås blandt andet at tage fri fra skole eller kun at være der i kortere tid. Fordi elever og studerende kan se "normale" ud, er en fortsat uddannelse af relevant personale på skolerne nødvendig.
Dem med hjernerystelse bliver generelt bedt om at hvile, herunder få tilstrækkelig nattesøvn såvel som hvile i løbet af dagen. Hvile inkluderer både fysisk og kognitiv hvile indtil de er uden symptomer og det anbefales at følge en gradvis tilbagevenden til normale aktiviteter i en hastighed der ikke får symptomerne til at forværres. Uddannelse omkring symptomer, behandlingen heraf og deres tidsforløb kan føre til forbedrede resultater.
For personer der deltager i sport anbefaler 2012 Zürich Concensus Statement on Concussion in Sport, at deltagerne er symptomfri før de starter igen, og herefter følger en serie af trin. Disse trin er:
- fuldstændig fysisk og kognitiv hvile
- let aerobisk aktivitet (mindre end 79 % af makspuls)
- idrætsspecifikke aktiviteter såsom løbeøvelser og skøjteøvelser
- træningsøvelser uden kropskontakt (bevægelse, koordination og kognitiv belastning)
- træning med fuld kropskontakt
- kamp med fuld kropskontakt

Kun når de har været symptomfri i 24 timer, må næste skridt påbegyndes. Hvis symptomer opstår, skal personen vende tilbage til sit tidligere symptomfri niveau i mindst 24 timer.[kilde mangler] Der lægges vægt på at forblive symptomfri uden at tage for store trin ad gangen.
Medikamenter kan udskrives for at behandle søvnproblemer eller depression. Smertestillende såsom ibuprofen kan tages mod hovedpine, men paracetamol foretrækkes for at minimere risikoen for intrakraniale blødninger. Hjernerystelsesramte frarådes at indtage alkohol og andre stoffer der ikke er godkendt af en læge, da de kan forhale helingen. Aktiveringsdatabaseguidet EEG biofeedback har vist sig at forbedre hukommelsen hos hjernerystelsesramte til niveauer bedre end hos en kontrolgruppe.
Omkring 1 % at personer der behandles for mTBI har behov for en operation for en hjerneskade. Observation for at overvåge forværret tilstand er en vigtig del af behandlingen. Sundhedsplejeudbydere anbefaler at dem der lider af hjernerystelse vender tilbage for yderligere medicinsk behandling og evaluering 24 til 72 timer efter hjernerystelsen, hvis symptomerne bliver værre. Atleter, især professionelle, følges typisk tæt af trænere og eventuelt holdlæger i denne periode, men andre har muligvis ikke adgang til dette niveau af sundhedspleje og kan blive sendt hjem med minimal overvågning.
Folk kan blive udskrevet efter vurdering fra hospitalet eller skadestuen, til en betroet person, med instruktioner om at vende tilbage, hvis symptomerne forværres eller hvis noget indikerer en akut situation såsom: ændringer i bevidsthed, kramper, voldsom hovedpine, ekstrem svaghed, opkast, nye blødninger eller døvhed i det ene eller begge ører.

## Prognose
Folk der har haft hjernerystelse lader til nemmere at kunne få endnu en, især hvis den nye opstår før symptomerne fra den seneste hjernerystelse er forsvundet helt. Der er også en negativ udvikling, hvor mindre slag til hovedet giver symptomer af samme sværhedsgrad. Gentagne hjernerystelser kan øge en persons risiko senere i livet for Parkinsons syge eller depression. Derudover har danske og svenske registerstudier fra 2018 begge vist at hovedtraumer kan forøge risikoen for senere i livet at udvikle demens.
Hjernerystelse og mTBI har en dødelighed på næsten nul. Symptomerne fra de fleste hjernerystelser vil forsvinde inden for få uger, men der kan stadig være problemer. Disse er sjældent permanente, og det ender normalt godt. Den samlede prognose kan blive påvirket af en bred vifte af faktorer, herunder alder på tidspunktet for skaden, intellektuelle evner, familiemæssigt og socialt netværk, erhvervsmæssig status, håndteringsstrategier og finansielle omstændigheder. Personer over 55 år skal undertiden bruge længere tid på at komme sig over en hjernerystelse, eller de kommer sig ikke fuldstændigt. På lignende vis har faktorer såsom en tidligere hovedskade eller en anden samtidig lidelse vist sig at kunne betyde længerevarende symptomer efter hjernerystelsen (posttraumatisk hjernesyndrom). Andre faktorer der kan forlænge restitutionstiden efter hjernerystelse er psykologiske problemer såsom stofmisbrug, klinisk depression, dårligt helbred før skaden, yderligere tilkomne skader eller stress. Længere perioder med amnesi eller bevidstløshed lige efter skaden kan betyde, at det tager længere tid inden de øvrige symptomer forsvinder. Af ukendte årsager øges risikoen signifikant for at få endnu en hjernerystelse, hvis man allerede har haft en. Tidligere at have haft en sportsrelateret hjernerystelse har vist sig stærkt at øge sandsynligheden for en hjernerystelse i fremtiden. Andre stærke faktorer er deltagelse i kontaktsport og størrelsen af kropsvægten. Prognosen kan være forskellig mellem børn og voksne; der er ikke forsket meget i hjernerystelse blandt børn, men der findes bekymring i forhold til om svære hjernerystelser kan påvirke udviklingen af hjernen hos børn.
I 2009 fandt et studie at individer med en historik med hjernerystelse kan vise en nedgang i både fysiske og mentale præstationer i mere end 30 år. Sammenlignet med lignende personer der ikke havde oplevet et hjernetraume, oplevede ramte af hjernerystelse effekter som tab af episodisk hukommelse og reduceret muskelfart.

### Posttraumatisk hjernesyndrom
Ved posttraumatisk hjernesyndrom (PCS) forsvinder symptomerne ikke efter nogle uger, måneder eller år efter hjernerystelsen og kan i nogle tilfælde være permanente. Omkring 10 til 20 % af de personer, der har haft en hjernerystelse vil have symptomer i måneder eller endda år. Symptomer kan inkludere hovedpine, svimmelhed, udkørthed, angst, hukommelses- og opmærksomhedsproblemer, søvnproblemer og irritabilitet. Der er ingen videnskabeligt fastlagt behandling, og hvile, en anbefalet restitutionsteknik, har begrænset effekt. Symptomerne forsvinder oftest af sig selv inden for måneder. Spørgsmålet om syndromet skyldes en strukturel skade i hjernen eller andre faktorer såsom psykologiske eller en kombination af disse, har længe været et debatemne.

### Akkumulerede effekter
Akkumulerede effekter af hjernerystelse er dårligt forstået, og dette gælder især hos børn. Sværhedsgraden af hjernerystelser og deres symptomer kan forværres ved flere skader, selv hvis en skade opstår måneder eller år efter den første. Symptomer kan blive værre og ændringer i neurofysiologien kan ske ved den tredje og efterfølgende hjernerystelser. Studier har vist modstridende resultater i forhold til om atleter har længere restitutionstid efter gentagne hjernerystelser og om akkumulerede effekter såsom kognitive og hukommelsesmæssige forringelser opstår.
Akkumulerede effekter kan inkludere psykiatriske sygdomme og tab af langtidshukommelsen. Eksempelvis har man konstateret at risikoen for at udvikle klinisk depression er signifikant højere for pensionerede spillere i amerikansk fodbold med tre eller flere hjernerystelser end for dem uden hjernerystelse. Tre eller flere hjernerystelser er også associeret med en fem gange så stor risiko for at udvikle Alzheimers sygdom tidligere, og tre gange så stor risiko for at udvikle hukommelsesproblemer.

### CTE
Kronisk traumatisk encefalopati (engelsk: "Chronic traumatic encephalopathy") eller "CTE" er et eksempel på en akkumuleret skade, der kan opstå som følge af flere hjernerystelser eller mindre slag til hovedet. Lidelsen blev tidligere kaldt "dementia pugilistica", eller "bokserdemens", da det første gang blev observeret hos boksere. Sygdommen kan føre til kognitive og fysiske handicaps, såsom parkisonisme, tale og hukommelsesproblemer, langsom mental bearbejdning, rysten, depression og upassende opførsel. Det deler egenskaber med Alzheimers sygdom.

### Second-impact syndrom
Second-impact syndrom, hvor hjernen hæver faretruende efter et mindre slag, kan forekomme i meget sjældne tilfælde. Lidelsen kan udvikle sig hos folk der modtager et yderligere slag dage eller uger efter den første hjernerystelse, før symptomerne er forsvundet. Ingen er sikre på årsagen til denne ofte fatale komplikation, men det er normalt antaget at hævelsen sker fordi hjernens arterioler taber evnen til at regulere sine diametre, hvilket skaber et tab af kontrol over den cerebrale blodcirkulation. Som hjernen hæver, stiger det intrakraniale tryk hurtigt. Hjernen kan danne brok, og hjernestammen kan fejle indenfor fem minutter. Bortset fra boksning er alle tilfælde sket hos sportsudøvere under 20 år. På grund af de meget få dokumenterede tilfælde er diagnosen kontroversiel, og der hersker tvivl om dens validitet. Ifølge et review om hjernerystelser blandt børn og unge i tidskriftet Pediatrics fra 2010 er katastrofale hovedskader i amerikansk fodbold over tre gange mere sandsynligt hos high school-atleter end hos college-atleter, selv om der i øvrigt er diskussion om hvorvidt hjernen hæver på grund af to separate slag eller bare ved et slag.

## Epidemiologi
De fleste tilfælde af traumatisk hjerneskade er hjernerystelse. Et studie fra WHO estimerede at mellem 70 og 90 % af hovedskader der modtager behandling er milde. Men, på grund af underrapportering og de meget varierende definitioner af hjernerystelse og mTBI, er det svært at estimere hvor normal lidelsen er. Estimater af hjernerystelsestilfælde kan være kunstigt lave, eksempelvis på grund af underrapportering. Mindst 25 % af mTBI-ramte bliver ikke undersøgt af en medicinsk professionel. WHO har gennemgået studier på epidemiologien for mTBI, og fundet at 1-3 ud af 1.000 personer får hospitalsbehandling, men da det ikke er alle hjernerystelser der bliver behandlet på hospitaler, estimerer de at raten per år i den generelle befolkning er over seks ud af 1.000 personer. I Danmark formodes incidensraten af være 457 per 100.000 indbygger.
Unge børn har den højeste hjernerystelsesrate blandt alle aldersgrupper, men de fleste der oplever problemer som følge af hjernerystelse er unge voksne. Et canadisk studie har vist at den årlige incidens af mTBI er lavere i ældre aldersgrupper (grafen til højre). Studier viser at mænd får hjernerystelse dobbelt så mange hjernerystelser som deres kvindelige modstykker. Men kvindelige atleter kan have en højere risiko for at lide af hjernerystelse, end deres mandlige modstykker.
Op til 5 % af sportskader er hjernerystelser. Det amerikanske Centers for Disease Control and Prevention (CDC) estimerer at 300.000 sportsrelaterede hjernerystelser sker hvert år i USA, men at det antal inkluderer kun atleter der været bevidstløse. Siden bevidstløshed kun sker i mindre end 10 % af hjernerystelser, estimerer CDC at det formentlig er mindre end det reelle antal. Sportsgrene hvor hjernerystelse især fremkommer inkludere amerikansk fodbold, boksning (en bokser forsøger at "knockoute", det vil sige give en mild traumatisk hjerneskade til, sin modstander). Skaden er så almindelig i sidstnævnte, at flere medicinske grupper har anmodet om et forbud mod sporten, heriblandt American Academy of Neurology, World Medical Association og lægeforeningerne i Storbritannien, USA, Australien og Canada.
På grund af mangel på en konsekvent definition, er de økonomiske belastninger ved mTBI ikke kendt, men de er estimeret til at være meget høje. Disse høje omkostninger er dels på grund af den høje procentdel af hospitalsindlæggelser for hovedskader der skyldes et mildt hovedtrauma, men indirekte omkostninger, så som tabt arbejdsfortjeneste og førtidspension står for hovedparten af omkostningerne. Disse direkte og indirekte omkostninger får udgifterne ved mildt hjernetrauma til at være på niveau med både moderate og svære hovedskader.

## Forskning
Brain Injury Research Institute (BIRI) på Boston University, Concussion Foundation og danske Hjernerystelsesforeningen bidrager til forskningen inden for området, hvor især CTE har høj prioritet, men også forskning inden for PCS og forebyggelse af hjernerystelse er højt prioriteret. BIRI arbejder især med CTE, blandt andet under ledelse af Dr. Bennet Omalu.
Minocycline, litium og N-acetylcysteine viser foreløbig succes i dyreforsøg.
Målinger af forudsigende visuel sporing bliver studeret som en screeningsteknik for at identificere traumatisk hjerneskade. Et head-mounted display med eye tracking-evner viser et objekt i bevægelse i et forudsigende mønster, som personen skal følge med sine øjne. Personer uden hjerneskade vil kunne følge objektet med præcise øjenbevægelser og korrekt forløb, mens det formodes at personer med mTBI ikke kan dette.